# Fluminicola (chi ốc nước ngọt)
Fluminicola là một chi ốc nước ngọt nhỏ, động vật thân mềm chân bụng có mài sống trong môi trường nước ngọt trong họ Hydrobiidae.

## Các loài
Các loài trong chi Fluminicola gồm:
- Fluminicola avernalis Pilsbry, 1935
- Fluminicola coloradoensis Morrison, 1940
- Fluminicola columbiana Hemphill, 1899
- Fluminicola dalli (Call, 1884)
- Fluminicola erythopoma Pilsbry, 1899
- Fluminicola fuscus (Haldeman, 1847)
- Fluminicola hindsi (Baird, 1863)
- Fluminicola merriami (Pilsbry & Beecher, 1892)
- Fluminicola minutissimus Pilsbry, 1907
- Fluminicola modoci Hannibal, 1912
- Fluminicola nevadensis Walker, 1916
- Fluminicola nuttallianus (I. Lea, 1838)
- Fluminicola seminalis (Hinds, 1842)
- Fluminicola tenuis Pilsbry
- Fluminicola turbiniformis (Tryon, 1865)
- Fluminicola virens (I. Lea, 1838)